# Algraphie

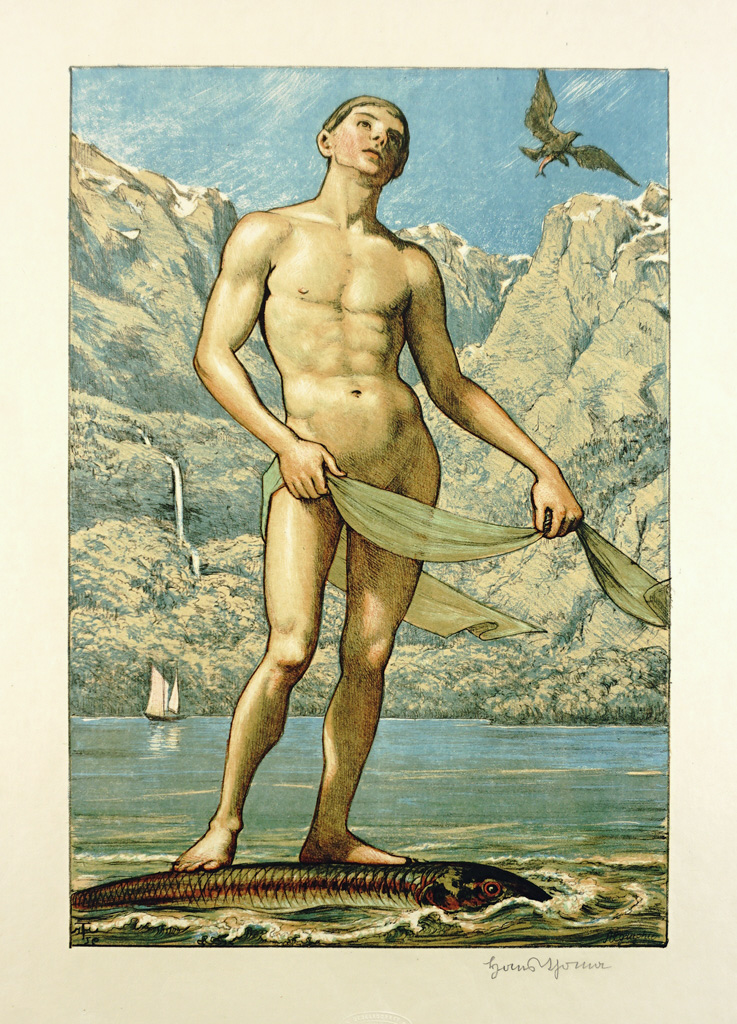
Hans Thoma: Ganymed, Algraphie von 1895

Algraphie bzw. Algrafie ist ein Flachdruckverfahren zur Buchillustration, welches in seiner Weiterentwicklung zum Offsetdruck heute zu den wichtigsten lithografischen Verfahren zählt. Entwickelt wurde die Algraphie um 1890 von Karl Scholz, Leiter des auf Lithographien spezialisierten Mainzer Verlages Jos. Scholz, das Patent wurde Jos. Scholz 1892/1893 erteilt. Das Wort Algraphie ist eine Kurzform von Aluminium und dem griech. graphein = schreiben. Anders als bei der Lithographie wird bei der Algraphie kein Stein, sondern eine gekörnte Aluminiumplatte verwendet. Ebenso besteht Ähnlichkeit bei der Verarbeitung zur Radierung auf Kupfer, wobei das Ätzen entfallen kann (algraphische Radierung). Die Arbeitsmaterialien (Lithokreide, Lithofine, Tusche, Bleistift, Feder usw.) und die Arbeitsweise entsprechen denen der Lithographie von Stein bzw. der Bearbeitung der Kupferplatte.